# 도프 (영화)
《도프》(영어: Dope)는 2015년 공개된 미국의 성장 코미디 드라마 영화이다. 릭 파무이와 감독의 대표작으로, 포리스트 휘터커, 니나 양 본조비가 제작하고, 셔미크 무어, 토니 레볼로리, 키어시 클레먼스 등이 출연하였다.
2015년 1월 24일 제31회 선댄스 영화제에서 전 세계 최초로 상영되었으며, 6월 19일 오픈 로드 필름스를 통해 북미에서 개봉되었다. 평단으로부터 대체로 긍정 평가를 받았다.

## 출연
- 셔미크 무어 - 맬컴 애더컨비 역
- 토니 레볼로리 - 제임스 "집" 칼도네스 역
- 키어시 클레먼스 - 커샌드라 "디기" 앤드루스 역
- 킴벌리 엘리스 - 리사 헤이스 역
- 셔넬 이만 - 릴리 저코비 역
- 블레이크 앤더슨 - 윌 셔우드 역
- 조이 크래비츠 - 나키아 역
- 에이샙 로키 - 돔 역
- 러키스 스탠필드 - 마키스 "버그" 역
- 릭 폭스 - 블래크먼 의원 역
- 에이민 조지프 - 더 보이스 역
- 타이가 - 디앤드리 역
- 로저 겐버 스미스 - 오스틴 저코비 역
- 디온드레이 본즈 - 스테이시 역
- 퀸시 브라운 - 절릴 저코비 역
- 캡G - 마이클 피델 역
- 빈스 스테이플스 - 돔의 크루 역
- 케이시 베지스 - 래퍼 역
- 와이킹 존스 - 프록터 역
- 포리스트 휘터커 - 해설